# Poyangmeer
Het Poyangmeer (Chinees: 鄱阳湖) is het grootste zoetwatermeer in de Volksrepubliek China. Het is gelegen in de provincie Jiangxi en heeft een oppervlakte van 3585 km², een volume van 25 km³ en een gemiddelde diepte van acht meter. Het meer wordt echter kleiner. In de winter droogt het meer op natuurlijke wijze gedeeltelijk op, maar dit wordt niet meer volledig hersteld tijdens de zomer. De uitdroging van het meer geeft problemen voor de lokale vissers en zorgt ook voor verwoestijning, wat een gevaar kan betekenen voor de lokale rijstteelt. Als oorzaak voor het opdrogen van het meer wordt een link gelegd met de aanleg van de Drieklovendam.
Het meer is een habitat voor een half miljoen trekvogels. Het wordt gevoed door de rivieren Gan, Xin en Xiu, die aansluiten op de Yangtze door middel van een kanaal.
Tijdens de winter is het meer de verblijfplaats voor een groot aantal migrerende Siberische kraanvogels. Tot 90% van de populatie overwintert daar.
In 1363 behaalden de Ming een definitieve overwinning op de Han in de Zeeslag op het Poyangmeer.